# Kilómetro 658
Kilómetro 658, anteriormente llamada Pedro E. Vivas, es una localidad situada en el departamento Río Primero, provincia de Córdoba, Argentina.
Se encuentra situada a aproximadamente 65 km de la Ciudad de Córdoba.
Pedro E. Vivas tiene una estación de ferrocarril que se encuentra a 658 km de la ciudad de Buenos Aires.
La principal actividad económica es la agricultura seguida por la ganadería, siendo el principal cultivo la soja.

## Toponimia
La localidad debe su nombre al doctor Pedro Ezequiel Vivas, destacado dirigente radical que fue asesinado el 17 de noviembre de 1935 por la policía en los sucesos de Plaza Mercedes. Vivas jugaba un rol preponderante en el radicalismo de la provincia.
Por decreto del gobernador de Córdoba Amadeo Sabattini, se designó el nombre de Pedro E. Vivas a la población del kilómetro 658, conocida en ese entonces como La Toma, ubicada en la pedanía de Villamonte del departamento Río Primero.
En 2019, durante el gobierno de Sergio Marzo del Frente para la Victoria, cambió su designación a Kilómetro 658.

## Historia
Su nombre se debe al trágico incidente ocurrido en plaza de Mercedes, localidad situada en el departamento de Río Primero en la provincia de Córdoba,  donde falleció el Dr. Pedro E. Vivas, en noviembre de 1935. En ese año se disputaron nuevas elecciones en el país. En consonancia con el clima luego del primer golpe militar de 1930, se temía que se produjera un nuevo fraude electoral. Ante esta posibilidad, y para fiscalizar el acto comicial, el Radicalismo envió una comitiva al mando del Dr. Pedro Ezequiel Vivas (apoderado general de la UCR) a plaza de Mercedes.
El sábado 16 de septiembre de 1935 las cúpulas de la UCR como el PDN, anunciaron que habían "destacado delegaciones con instrucciones de colaborar con las autoridades locales partidarias del interior de la provincia", pues en el departamento Capital no había elección. Así una treintena de afiliados radicales, comandados por el Dr. Pedro E. Vivas, dirigente de legendario valor personal, se desplazaron en siete automóviles hasta plaza de Mercedes, que se convirtió en símbolo de la puja electoral. Se trataba de un circuito de tradición radical en una amplia comarca con hegemonía conservadora. La comitiva radical que partió en la madrugada del 17 de noviembre desde el Comité de la provincia de la UCR, llegó a las 5 de la mañana a la casa de un correligionario que los esperaba con las armas para defender la libertad del sufragio. Los radicales fueron interceptados por un grupo de uniformados y el mismo Dr. Pedro E. Vivas comenzó el diálogo con ellos.  Ante la pregunta de quienes eran y que venían a hacer, le respondió: “Soy el Doctor Vivas apoderado del Partido Radical y vengo a fiscalizar el comicio”. “Es a vos a quien queremos”, dijo el cabo Albornoz, quien levantó la carabina y asentó un culatazo al Dr. Vivas. En ese instante se oyó un disparo y Vivas cayó herido de muerte. En ese momento se acercó el resto de la caravana y comenzó un intenso tiroteo producto de lo cual resultaron muertos varios uniformados. Además, falleció  el radical Agobar Bruno Anglada y fue herido el dirigente radical y de la Federación Universitaria César Cuestas Carnero entre otros.  Como destacó Félix Luna: "Nunca más hubo fraude en Córdoba, Sabattini fue gobernador y su excelente gestión significó un mentís a quienes negaban al radicalismo capacidad de gobierno. En el orden nacional el fraude siguió apareciendo cada vez que el oficialismo precisó de sus recursos y fue necesario que en 1943 se hiciera una revolución para que concluyeran las distorsiones de la voluntad ciudadana en los comicios. Pero en Córdoba la era del fraude había terminado ocho años antes. Había bastado la integridad de un gobernador y el sacrificio de algunos ciudadanos para que allí desapareciera esa endemia política...mártir de la libertad electoral, Vivas selló con su sangre el fin del fraude en Córdoba. En esa provincia ya no hubo más fraude. Era fácil atacar a ciudadanos inermes, pero arriesgar el pellejo no entraba en los cálculos del matonaje conservador".
En plaza de Mercedes, en el departamento Río Primero, por imperio de las circunstancias, se transformaría en símbolo de la defensa de la soberanía popular y sede del martirologio del Dr. Pedro E. Vivas.  Por eso Lisandro de la Torre, brindó su homenaje a la serena energía del Líder cordobés, al establecer claramente: “Con la candidatura de Amadeo Sabatini, se salva en Plaza de Mercedes el Honor de la República”.

## Población
Cuenta con 475 habitantes (Indec, 2022), lo que representa un incremento del 30,14% frente a los 365 habitantes (Indec, 2010) del censo anterior.
| Gráfica de evolución demográfica de Km 658 entre 1991 y 2022 |
|                                                              |
| Fuente: Censos nacionales del INDEC                          |